# Cal Bajona
Cal Bajona és una masia situada al municipi de Guixers, a la comarca catalana del Solsonès.